# 跑車賽

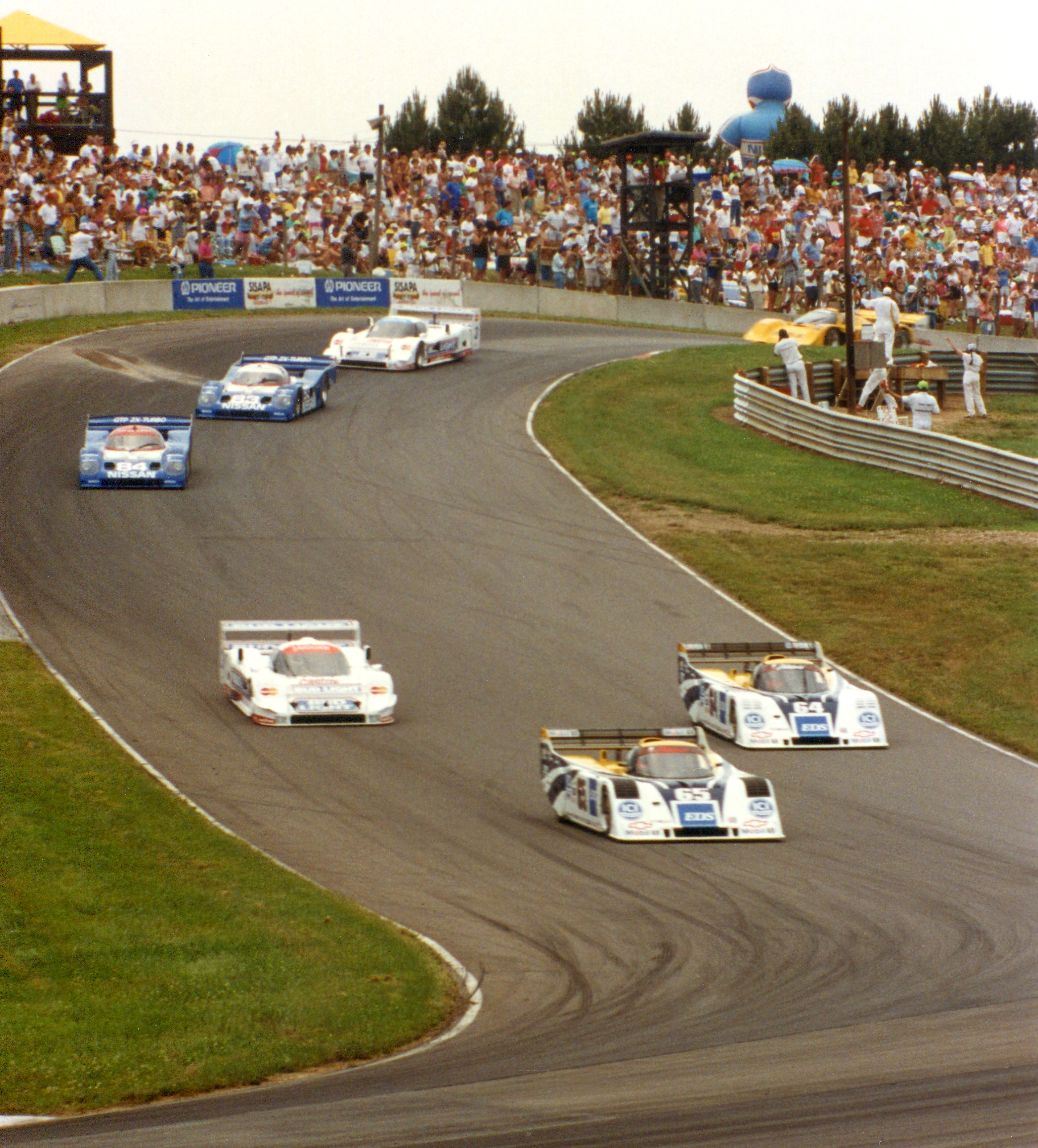
跑車賽

跑车赛是一種動力運動，參賽車輛主要是跑车或者是豪華旅行車。跑車賽通常也是耐力赛，賽車行駛的距离特别长或比賽时间很长。世界耐力錦標賽就是一項跑車賽事。
保时捷、奥迪、雪佛兰、法拉利汽車、捷豹、賓利、阿斯顿·马丁、莲花汽车、瑪莎拉蒂、藍寶堅尼、阿尔法·罗密欧、蓝旗亚、梅賽德斯-賓士、BMW等汽车品牌的声誉在一定程度上就建立在跑车赛事的成功之上。 